# Confederation of European Baseball
Confederation of European Baseball (franska: 'Confédération Européenne de Baseball', CEB) är det europeiska basebollförbundet.
Huvudkontoret ligger i Zagreb i Kroatien och president är Jan Esselman.
CEB lyder under det internationella förbundet World Baseball Softball Confederation (WBSC).

## Historia
Förbundet bildades 1953 under namnet Fédération Européenne de Baseball (FEB) av Belgien, Frankrike, Västtyskland, Italien och Spanien. Året efter arrangerades det första Europamästerskapet i baseboll. 1972 bytte förbundet namn till Confédération Européenne de Baseball Amateur (CEBA) och 1994 fick det sitt nuvarande namn.

## Medlemsförbund
CEB har 38 medlemsförbund från följande länder:

- Belgien
- Bulgarien
- Cypern
- Danmark
- Estland
- Finland
- Frankrike
- Georgien
- Grekland
- Irland
- Israel
- Italien
- Kroatien
- Lettland
- Litauen
- Malta
- Moldavien
- Nederländerna
- Norge
- Polen
- Portugal
- Rumänien
- Ryssland
- San Marino
- Schweiz
- Serbien
- Slovakien
- Slovenien
- Spanien
- Storbritannien
- Sverige
- Tjeckien
- Turkiet
- Tyskland
- Ukraina
- Ungern
- Vitryssland
- Österrike